# Corina Ungureanu
Corina Georgiana Ungureanu (* 29. August 1980 in Ploiești, Kreis Prahova) ist eine ehemalige rumänische Kunstturnerin und derzeitige Trainerin.
Corina Ungureanu begann ihre Karriere beim Verein Petrolul Ploiești, wechselte aber schon früh ins zentrale Turnzentrum nach Bukarest, wo sie von Leana Sima trainiert wurde. Zeitweise trainierte sie auch unter Octavian Belu im nationalen Trainingszentrum in Deva. Zwischen 1993 und 1999 trat sie für Rumänien bei internationalen Wettkämpfen an. Ihre ersten bedeutenderen internationalen Erfolge feierte sie 1996 mit dem Gewinn des EcoAir Cups. Für die Olympischen Spiele 1996 in Atlanta konnte sich Ungureanu nicht gegen die starke nationale Konkurrenz durchsetzen. Ein Jahr später gehörte sie jedoch zur rumänischen Staffel, die in Lausanne die Goldmedaille gewann. 1998 gewann sie in St. Petersburg auch den Europameistertitel mit der Staffel und den Titel beim Bodenturnen. 1999 kam bei der WM in Tianjin nochmals eine Goldmedaille mit der Staffel hinzu. Wegen einer längerfristigen Verletzung trat sie 1999 vom Leistungssport zurück.
Internationales Aufsehen erregte Corina Ungureanu außerhalb des Sports erstmals 2000, als sie sich für den rumänischen Playboy nackt ablichten ließ. Diese Bilder wurden auch in der japanischen Ausgabe des Playboy publiziert, was zu Anfragen für weitere Aufnahmen aus Japan führte. 2002 posierte sie dann auch mit ihren früheren Teamkolleginnen Lavinia Miloșovici und Claudia Presăcan für ein japanisches Magazin nackt. Kurz darauf wurden auch DVDs produziert, wo die drei Sportlerinnen gezeigt wurden, wie sie mit freiem Oberkörper Turnübungen durchführten, sowie weitere Bildserien für das japanische Magazin „Shukan Gendai“. Da die drei dabei mehrfach in den offiziellen Nationaltrikots Rumäniens auftraten, wurden alle drei bis 2007 vom rumänischen Verband als Trainerinnen und Preisrichterinnen gesperrt. Der japanische Juniorenturnverband weigerte sich danach, rumänische Turnerinnen für einen internationalen Wettkampf in Japan zuzulassen. Aufgrund der Sperre verbrachte Ungureanu einige Zeit in Italien als Trainerin. 2004 erschien eine autorisierte Biografie. Sie wurde Sprecherin für den rumänischen Mineralwasserkonzern Bucovina SA und betreibt mit ihrem Freund ein Kaffeehaus in Ploiești. 2007 übernahm sie mit Claudia Presăcan eine Trainerposition beim englischen Verband. 2008 posierte sie erneut für den rumänischen Playboy.
Sie trat zur Europawahl in Rumänien 2014 als unabhängige Kandidatin an.